# Erich Schneider (Politiker, 1895)
Erich Schneider (* 27. Dezember 1895 in Braunschweig; † 13. Februar 1959 ebenda) war ein deutscher Politiker der (SPD).
Er war ein Dreher und Mitglied des Ernannten Braunschweigischen Landtages vom 21. Februar 1946 bis 21. November 1946.

## Quelle
- Barbara Simon: Abgeordnete in Niedersachsen 1946–1994. Biographisches Handbuch. Hrsg. vom Präsidenten des Niedersächsischen Landtages. Niedersächsischer Landtag, Hannover 1996, S. 337.

| Personendaten    | Personendaten             |
| ---------------- | ------------------------- |
| NAME             | Schneider, Erich          |
| KURZBESCHREIBUNG | deutscher Politiker (SPD) |
| GEBURTSDATUM     | 27. Dezember 1895         |
| GEBURTSORT       | Braunschweig              |
| STERBEDATUM      | 13. Februar 1959          |
| STERBEORT        | Braunschweig              |